# Thecla phoster
Thecla phoster är en fjärilsart som beskrevs av Druce 1907. Thecla phoster ingår i släktet Thecla och familjen juvelvingar. Inga underarter finns listade i Catalogue of Life.